# Lwangghale
Lwangghale (Nepali ल्वाङ घलेल, auch Lwang Ghalel) ist ein Village Development Committee (VDC) im Distrikt Kaski der Verwaltungszone Gandaki in Zentral-Nepal.
Das VDC Lwangghale liegt 20 km nordnordwestlich von Pokhara im Annapurna Himal. Es umfasst das Hochtal des Mardi Khola sowie die östliche Talseite im oberen Flusstal des Modi Khola. Die Gipfel von Machapucharé und Annapurna III liegen am östlichen Gebietsrand des VDC.

## Einwohner
Das VDC Lwangghale hatte bei der Volkszählung 2011 4211 Einwohner (davon 1943 männlich) in 1070 Haushalten.

## Dörfer und Weiler
Lwangghale besteht aus mehreren Dörfern und Weilern. 
Die wichtigsten sind:
- Ghalel (1510 m ⊙)
- Kuibang oder Quibang (1390 m ⊙)
- Lumre (1170 m ⊙)
- Lwang (1450 m ⊙)
- Sainti Ghatta (1430 m ⊙)